# Asilus mexicanus
Asilus mexicanus là một loài ruồi trong họ Asilidae. Asilus mexicanus được Macquart miêu tả năm 1846. Loài này phân bố ở vùng Tân nhiệt đới.